# اوتهم
اوتهم (به انگلیسی: Otham) یک روستا و محله مدنی در بریتانیا است که در Maidstone واقع شده‌است. اوتهم ۵۲۳ نفر جمعیت دارد.